# ЦЕР-200

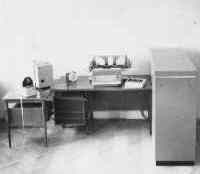
Компьютер ЦЕР-200

ЦЕР-200 (серб. Цифарски Електронски Рачунар, модел 200) — югославский цифровой компьютер из серии ЦЕР. Разработан в 1966 году в институте Михаила Пупина. Авторы проекта — инженеры М. Момчилович и Р. Дробнякович и профессор М.Дабич. Выпущен в виде серии из 18 ЭВМ. Они использовались в институте Михаила Пупина, на предприятиях «Югопетрол-Београд», «Планинка» (Крань), PIK (Тамиш), GIK (Банат), Канал ДТД (Нови-Сад), Югодрво (Белград), ЕИ Ниш, ВМА, «Механография» и «Польобанка» (Белград).